# Khīārzār
Khīārzār (persiska: خيار زار, خيَّر زَر, خِيار زَرد, خيارزار, Khīār Zār) är en ort i Iran.   Den ligger i provinsen Bushehr, i den centrala delen av landet, 700 km söder om huvudstaden Teheran. Khīārzār ligger 49 meter över havet och antalet invånare är 375.
Terrängen runt Khīārzār är platt åt sydväst, men åt nordost är den kuperad. Runt Khīārzār är det ganska glesbefolkat, med 43 invånare per kvadratkilometer. Närmaste större samhälle är Shabānkāreh, 6,9 km sydost om Khīārzār. Trakten runt Khīārzār är ofruktbar med lite eller ingen växtlighet.